# Черноусов, Илья Григорьевич
Илья Григорьевич Черноу́сов (официально — Черноусов-Гаспарин, род. 7 августа 1986, Новосибирск) — российский и швейцарский лыжник. Бронзовый призёр зимних Олимпийских игр 2014 года в лыжном марафоне, бронзовый призёр чемпионата мира 2011 года в скиатлоне. Заслуженный мастер спорта России.

## Биография
Родился 7 августа 1986 года в новосибирском Академгородке. На лыжи встал в два года, вслед за своим старшим братом Алексеем. В лыжную секцию Илья пришёл в 1995 году, ДЮСШ СОРАН в новосибирском Академгородке. По его словам, к физическим нагрузкам родители приучали его с детства. Каждое лето семья Черноусовых отправлялась в поход на Алтай, с рюкзаками за плечами. Эти турпоходы укрепили здоровье будущего спортсмена. Причём тот момент, когда Илья начал превращаться в профессионального спортсмена, родные даже не заметили. Первый тренер — Виктор Геннадьевич Киргинцев, заслуженный тренер России.
Включён в сборную России в 2004 году. Дебют в Кубке мира пришёлся на 18 ноября 2006 года, когда в гонке на 15 км свободным стилем Илья вошёл в тридцатку сильнейших. В 2007 и 2008 годах стал двукратным вице-чемпионом мира среди гонщиков до 23 лет, отличившись в гонках на 15 и 30 км свободным стилем и уступив только швейцарцу Дарио Колонье.
Являлся запасным олимпийской сборной команды России на Олимпиаде 2010 года в Ванкувере.
Черноусов вместе со своим коллегой и другом Александром Легковым тренировался в отдельной от основной сборной команды России группе, возглавляемой швейцарским тренером Рето Бургермайстером. Вопросами медицинского сопровождения, массажем и физиотерапией, а также организационными вопросами в группе Бургермайстера занимается Изабель Кнауте.
В 2020 году сменил спортивное гражданство на страну бывшей супруги Селины Гаспарин — Швейцарию, за которую выступал в сезоне 2020/21. После сезона 2020/21 фактически завершил карьеру.
- Серебряный призёр чемпионата России 2009 года в Сыктывкаре в скиатлоне на 30 км[16].
- Серебряный призёр этапа Кубка мира 2009/10 в норвежском Бейтоштолене в эстафете 4×10 км.
- Серебряный призёр этапа Кубка мира 2009/10 в Рыбинске в скиатлоне на 30 км.
- Бронзовый призёр этапа Кубка мира 2009/10 в финском Лахти в скиатлоне на 30 км.
- Серебряный призёр этапа Кубка мира 2010/11 в финском Куусамо в гонке преследования на 15 км свободным стилем.
- Победитель этапа альпийского Кубка 2010/11 в итальянском Альта-Бадия в классической разделке на 15 км.
- Победитель этапа Кубка мира 2010/11 в Рыбинске в скиатлоне на 20 км.
- Бронзовый призёр чемпионата мира 2011 года в норвежском Осло в скиатлоне на 30 км.
- Победитель многодневки Гонка Полярного Круга[нем.] 2011 в Гренландии на 160 км[17][18].
- Победитель пролога на 3.3 км в рамках Финала Кубка мира 2010/11[нем.] 2011 года в шведском Фалуне[19].
- Победитель этапа Континентального Кубка 2011/12 в австрийском Санкт-Ульрих-ам-Пиллерзе в спринте свободным стилем.
- Победитель этапа Континентального Кубка 2011/12 в австрийском Санкт-Ульрих-ам-Пиллерзе в классической разделке на 10 км.
- Серебряный призёр этапа Кубка мира 2011/12 в Рыбинске в масс-старте на 15 км свободным стилем.
- Серебряный призёр этапа Кубка мира 2011/12 в Рыбинске в скиатлоне на 30 км.
- Обладатель второго места в Фолс Крик[англ.] на Кубке Австрали и Новой Зеландии в 2012 году в спринте классическим стилем.
- Обладатель второго места в Фолс Крик[англ.] на Кубке Австралии и Новой Зеландии в 2012 году в гонке на 15 км свободным стилем.
- Обладатель второго места в марафоне Кангару Хоппет[англ.] на 36 км в Фолс Крик[англ.] (Австралия) в 2012 году[20].
- Бронзовый призёр этапа Кубка мира 2012/13 в шведском Елливаре в составе эстафетной команды (4×7.5 км).
- Серебряный призёр этапа Кубка мира 2012/13 в Сочи в скиатлоне на 30 км.
- Бронзовый призёр этапа Кубка мира 2012/13 в норвежском Осло в масс-старте на 50 км свободным стилем.
- Обладатель второго места в марафоне Кангару Хоппет[англ.] на 42 км в Фолс Крик[англ.] (Австралия) в 2013 году[21].
- Победитель спринта свободным стилем в Зефельде в рамках Кубка Австрии в 2013 году.
- Победитель классической гонки на 10 км в Зефельде в рамках Кубка Австрии]в 2013 году.
- Бронзовый призёр зимних Олимпийских игр 2014 года в в масс-старте на 50 км свободным стилем. В ноябре 2017 года МОК за нарушение антидопинговых правил лишил олимпийских медалей Лёгкова и Вылегжанина (занявших 1-е и 2-е места). Золотая медаль должна перейти Илье Черноусову[22].Однако 1 февраля 2018 года решением Спортивного арбитражного суда дисквалификация была признана необоснованной и отменёна, результаты на Олимпиаде в Сочи оставлены в силе[23][24].
- Победитель лыжного марафона на 70 км «Марчалонга» в 2018 году. До этого лишь одному из представителей СССР/России удалось победить в нём. В 1980 году это сделал советский лыжник Иван Гаранин[25].

## Спортивные результаты

### Чемпионаты мира и Олимпийские игры
| Год  | Место проведения  | Дисциплина        | Место |
| ---- | ----------------- | ----------------- | ----- |
| 2007 | ЧМ Саппоро        | Скиатлон 30 км    | 31    |
| 2011 | ЧМ Хольменколлен  | Скиатлон 30 км    | 3     |
| 2011 | ЧМ Хольменколлен  | Эстафета 4×10 км  | 7     |
| 2011 | ЧМ Хольменколлен  | Марафон 50 км Св  | 12    |
| 2013 | ЧМ Валь-ди-Фьемме | Скиатлон 15+15 км | 25    |
| 2013 | ЧМ Валь-ди-Фьемме | 15 км Св          | 40    |
| 2014 | ОИ Сочи           | Скиатлон 15+15 км | 5     |
| 2014 | ОИ Сочи           | Марафон 50 км Св  | 3     |

### Статистика выступлений в Кубке мира
| 2013—2014   |             |            |            |            |                   |           |                   |                      |                      |                  |               |           |       |       |       |
| Куусамо     | Давос       | Тур де Ски | Тоблах     | Тоблах     | Осло              | Фалун     | Итоги             | Итоги                |                      |                  |               |           |       |       |       |
| 26 См       | 30 Св       | 102 См     | 15 Кл      | Спринт Св  | 50 Кл Мст         |           | Очков             | Место                |                      |                  |               |           |       |       |       |
| 14          | 13          | 8          | 22         | 63         |                   |           | 383               | 10                   |                      |                  |               |           |       |       |       |
| 2012—2013   |             |            |            |            |                   |           |                   |                      |                      |                  |               |           |       |       |       |
| Елливаре    | Елливаре    | Куусамо    | Тур де Ски | Ла Клюса   | Ла Клюса          | Сочи      | Сочи              | Давос                | Лахти                | Осло             | Фалун         | Итоги     | Итоги |       |       |
| 15 Св       | Э 4×7,5     | 26 См      | 90 См      | 15 Кл Мст  | Э 4×7,5           | Спринт Св | 15 Кл + 15 Св     | 15 Св                | 15 Кл                | 50 Св Мст        | 35 См         | Очков     | Место |       |       |
| 10          | 3           | 5          | 10         | 11         | 4                 | 7         | 2                 | 16                   | 19                   | 3                | 6             | 845       | 6     |       |       |
| 2011—2012   |             |            |            |            |                   |           |                   |                      |                      |                  |               |           |       |       |       |
| Шушёэн      | Шушёэн      | Куусамо    | Давос      | Тур де Ски | Отепя             | Рыбинск   | Рыбинск           | Нове-Место-на-Мораве | Нове-Место-на-Мораве | Шклярска-Поремба | Лахти         | Осло      | Фалун | Итоги | Итоги |
| 15 Св       | Э 4×10      | 25 См      | 30 Св      | 110 См     | 15 Кл             | 15 Св Мст | 15 Кл + 15 Св     | 30 Кл Мст            | Э 4×10               | 15 Кл            | 15 Кл + 15 Св | 50 Св Мст | 35 См | Очков | Место |
| 85          | 10          | 27         | 49         | 10         | 8                 | 2         | 2                 | 8                    | 7                    | 4                | 19            | 6         | 21    | 750   | 9     |
| 2010—2011   |             |            |            |            |                   |           |                   |                      |                      |                  |               |           |       |       |       |
| Елливаре    | Елливаре    | Куусамо    | Ла Клюса   | Ла Клюса   | Рыбинск           | Драммен   | Лахти             | Фалун                | Итоги                | Итоги            |               |           |       |       |       |
| 15 Св       | Э 4×10      | 25 См      | 30 Св Мст  | Э 4×10     | 10 Кл + 10 Св Мст | 15 Кл     | 10 Кл + 10 Св Мст | 40 См                | Очков                | Место            |               |           |       |       |       |
| 24          | 5           | 6          | 11         | 6          | 1                 | 21        | 45                | 9                    | 503                  | 12               |               |           |       |       |       |
| 2009—2010   |             |            |            |            |                   |           |                   |                      |                      |                  |               |           |       |       |       |
| Бейтоштолен | Бейтоштолен | Куусамо    | Давос      | Рогла      | Тур де Ски        | Отепя     | Рыбинск           | Кэнмор               | Кэнмор               | Лахти            | Лахти         | Фалун     | Итоги | Итоги |       |
| 15 Св       | Э 4×10      | 15 Кл      | 15 Св      | 30 Кл Мст  | 102 См            | 15 Кл     | 30 Д              | 15 Св                | С 1,7 Кл             | 30 Д             | Э 4×10        | 40 См     | Очков | Место |       |
| 56          | 2           | 24         | 43         | 33         | 24                | 11        | 2                 | 65                   | DNS                  | 3                | 4             | 20        | 260   | 29    |       |
| 2008—2009   |             |            |            |            |                   |           |                   |                      |                      |                  |               |           |       |       |       |
| Елливаре    | Елливаре    | Куусамо    | Ла Клюса   | Давос      | Уистлер           | Рыбинск   | Итоги             | Итоги                |                      |                  |               |           |       |       |       |
| 15 Св       | Э 4×10      | 15 Кл      | 30 Св Мст  | 15 Кл      | 30 Д              | 15 Св Мст | Очков             | Место                |                      |                  |               |           |       |       |       |
| 37          | 14          | 53         | 23         | 38         | 20                | 40        | 19                | 124                  |                      |                  |               |           |       |       |       |
| 2007—2008   |             |            |            |            |                   |           |                   |                      |                      |                  |               |           |       |       |       |
| Давос       | Рыбинск     | Тур де Ски | Кэнмор     | Кэнмор     | Либерец           | Бормио    | Бормио            | Итоги                | Итоги                |                  |               |           |       |       |       |
| Э 4×10      | 30 Св Мст   | 102 См     | 30 Д       | 15 Св      | 11,4 Св           | 3,3 Св    | 15 Св Пр          | Очков                | Место                |                  |               |           |       |       |       |
| 12          | 20          | 42         | 35         | 40         | 39                | 39        | DNS               | 33                   | 88                   |                  |               |           |       |       |       |
| 2006—2007   |             |            |            |            |                   |           |                   |                      |                      |                  |               |           |       |       |       |
| Елливаре    | Елливаре    | Куусамо    | Ла Клюса   | Ла Клюса   | Тур де Ски        | Давос     | Давос             | Итоги                | Итоги                |                  |               |           |       |       |       |
| 15 Св       | Э 4×10      | 15 Кл      | 30 Св Мст  | Э 4×10     | 102 См            | 15 Св     | Э 4×10            | Очков                | Место                |                  |               |           |       |       |       |
| 26          | 13          | 36         | 56         | 8          | 18                | 32        | 1                 | 57                   | 66                   |                  |               |           |       |       |       |

## Экипировка
Использует лыжи, крепления и ботинки Rossignol.

## Награды и звания
- Медаль ордена «За заслуги перед Отечеством» II степени (24 февраля 2014) — за большой вклад в развитие физической культуры и спорта, высокие спортивные достижения на XXII Олимпийских зимних играх 2014 года в городе Сочи[28][29]
- Медаль «За воинскую доблесть» (Минобороны) (28 февраля 2014) — за высокие спортивные достижения на Олимпийских зимних играх в Сочи[30]
- Воинское звание — капитан[30]
- Заслуженный мастер спорта России (24 февраля 2014)[3]

## Интересные факты
- Одинаково хорошо владеет обоими стилями передвижения (классическим и коньковым)[31] . О чём свидетельствуют также и его многочисленные успехи в скиатлонах
- Несмотря на то, что является признанным дистанционщиком, Илья любит и спринтерские гонки[32][33]
- Хобби: дартс, дайвинг, путешествия[27], фотографии[33]
- Помимо родного русского, хорошо владеет немецким языком[34], а также знает английский[13]